# Cândido Barbosa
Cândido Joaquim Barbosa Venda Moreira (Rebordosa, 31 dicembre 1974) è un ex ciclista su strada portoghese.
Professionista dal 1995 al 2010, in carriera ha collezionato 130 vittorie, la maggior parte delle quali in corse portoghesi.

## Carriera
Dal 1999 ha sempre conquistato una tappa al Giro del Portogallo fino al 2010, anno del suo ritiro del ciclismo. Pur avendo vinto venticinque tappe nella corsa di casa e avendo anche vestito la maglia di leader in svariate occasioni, non è mai riuscito a imporsi nella classifica finale: vanta comunque il secondo posto nelle edizioni 2005 e 2007 e il terzo del 2006.
Ha partecipato una sola volta al Giro d'Italia, nel 2000, ottenendo come miglior risultato un 15º posto nella terza tappa, una volta di gruppo vinta da Ján Svorada. Ha portato a termine la corsa rosa all'89º posto della classifica.
Ha preso il via solo ad una grande classica in carriera, la Liegi-Bastogne-Liegi del 2000, ritirandosi.

## Palmarès
- 1994 (Dilettanti, una vittoria)

6ª tappa GP Jornal de Noticias
- 1995 (W52 Paredes-Movel, quattro vittorie)

3ª tappa Volta ao Algarve
6ª tappa Volta ao Algarve
4ª tappa GP do Minho
4ª tappa GP Jornal de Noticias
- 1996 (W52 Paredes-Movel, otto vittorie)

1ª tappa Volta ao Algarve
2ª tappa Volta ao Algarve
2ª tappa Correio do Douro
Classifica generale Correio do Douro
2ª tappa GP do Minho
3ª tappa GP do Minho
4ª tappa GP Jornal de Noticias
5ª tappa GP Jornal de Noticias
- 1997 (Maia, ventidue vittorie)

Oporto-Lisbona
Prémio de Abertura
1ª tappa Volta ao Algarve
2ª tappa Volta ao Algarve
3ª tappa Volta ao Algarve
4ª tappa Volta ao Algarve
5ª tappa Volta ao Algarve
6ª tappa Volta ao Algarve
Classifica generale Volta ao Algarve
1ª tappa Abimota
2ª tappa Correio do Douro
3ª tappa Correio do Douro
1ª semitappa GP do Minho
5ª tappa GP do Minho
Classifica generale GP do Minho
3ª tappa GP Jornal de Noticias
4ª tappa GP Jornal de Noticias
3ª tappa Grand Prix International Telecom
2ª tappa GP Sport Noticias
2ª tappa Volta às Terras de Santa Maria Feira
9ª tappa Volta a Portugal
14ª tappa Volta a Portugal
- 1998 (Banesto, sei vittorie)

Classifica generale GP do Minho
1ª tappa Grand Prix International Telecom
3ª tappa Grand Prix International Telecom
4ª tappa Grand Prix International Telecom
Classifica generale Grand Prix International Telecom
4ª tappa Volta ao Alentejo
- 1999 (Banesto, quattro vittorie)

7ª tappa Volta a Portugal
1ª tappa Volta ao Algarve
2ª tappa Volta ao Algarve
4ª tappa Vuelta a La Rioja
- 2000 (Banesto, tre vittorie)

3ª tappa Vuelta a La Rioja (Nájera > Estacion Valdezcaray)
6ª tappa Volta a Portugal (Matosinhos > Lordelo)
11ª tappa Volta a Portugal (Manteigas > Belmonte)
- 2002 (LA-Pecol, dieci vittorie)

4ª tappa Abimota
1ª tappa Volta às Terras de Santa Maria Feira (Santa Maria da Feira)
Classifica generale Volta às Terras de Santa Maria Feira
Prémio de Abertura
3ª tappa Volta ao Algarve (Albufeira)
4ª tappa Volta ao Algarve (Albufeira > Portimão)
Classifica generale Volta ao Algarve
1ª tappa GP International Cortez (Cacém > Massama)
3ª tappa Volta a Portugal (Gaia)
6ª tappa Volta a Portugal (Mondim de Basto > Cantanhede)
- 2003 (LA-Pecol, sette vittorie)

3ª tappa Volta ao Algarve (Lagos)
Classifica generale Grand Prix Mosqueteiros-Rota do Marquês
3ª tappa GP Rota dos Móveis (Circuito de Rebordosa)
1ª tappa Volta a Portugal (Albufeira > Tavira)
4ª tappa Volta a Portugal (Castelo Branco > Coimbra)
7ª tappa Volta a Portugal (Gouveia > São João da Madeira)
8ª tappa Volta a Portugal (Santa Maria da Feira > Fafe)
- 2004 (LA-Pecol, sei vittorie)

1ª tappa GP CTT Correios de Portugal (Santiago do Cacém)
3ª tappa GP CTT Correios de Portugal (Beja > Loulé)
Classifica generale GP CTT Correios de Portugal
2ª tappa Volta ao Algarve (Castro Marim > Portimão)
2ª tappa Grand Prix Estremadura-RTP (Caldas da Rainha > Bombarral)
2ª tappa Volta a Portugal (Castelo Branco > Cartaxo)
- 2005 (LA Aluminios-Liberty Seguros, dodici vittorie)

3ª tappa Grand Prix Internacional Costa Azul (Sines > (Sines)
1ª tappa GP do Oeste RTP (Bombarral > Alcobaça)
Classifica generale GP do Oeste RTP
1ª tappa Volta às Terras de Santa Maria Feira (Albergaria-a-Velha > S. João de Ver)
2ª tappa Volta às Terras de Santa Maria Feira (Arouca > Oliveira de Azeméis)
4ª tappa Volta às Terras de Santa Maria Feira (circuito de Santa Maria da Feira)
Classifica generale Volta às Terras de Santa Maria Feira
3ª tappa Volta ao Alentejo (Montemor o Novo > Elvas)
Campionati portoghesi, Prova a cronometro
2ª tappa Volta a Portugal (Cartaxo > Figueira da Foz)
6ª tappa Volta a Portugal (Trancoso > Fafe)
7ª tappa Volta a Portugal (Fafe > Santo Tirso)
- 2006 (LA Aluminios-Liberty Seguros, due vittorie)

1ª tappa GP Rota dos Móveis (Vigo > Paredes)
1ª tappa Volta a Portugal (Portimão > Beja)
- 2007 (Liberty Seguros, sei vittorie)

2ª tappa GP Rota dos Móveis (Vigo > Maia)
Campionati portoghesi, Prova in linea
3ª tappa Volta a Portugal (Idanha-a-Nova > Gouveia)
4ª tappa Volta a Portugal (Guarda > Santo Tirso)
5ª tappa Volta a Portugal (Felgueiras > Fafe)
8ª tappa Volta a Portugal (Aveiro > São João da Madeira)
- 2008 (Benfica, due vittorie)

6ª tappa Volta a Portugal (Aveiro > Gondomar)
8ª tappa Volta a Portugal (Barcelos > Fafe)
- 2009 (Palmeiras Resort, sette vittorie)

4ª tappa Volta ao Algarve (Alter do Chão > Nisa)
5ª tappa Volta ao Algarve (Vendas Novas > Évora)
2ª tappa GP Rota dos Móveis (Verin > Paredes)
3ª tappa GP Rota dos Móveis (Passos da Ferreira > Rebordosa)
Classifica generale GP Rota dos Móveis
Prologo Volta a Portugal (Lisbona)
2ª tappa Volta a Portugal (Idanha-a-Nova > Guarda)
- 2010 (Palmeiras Resort, nove vittorie)

2ª tappa Volta a Albufeira (Paderne > Ferreiras)
3ª tappa Volta a Albufeira (Guia > Albufeira)
Clássica da Primavera
1ª tappa Volta ao Alentejo (Vidigueira > Aljustrel)
Prologo Troféu Joaquim Agostinho (Varzea > São Vicente)
2ª tappa Troféu Joaquim Agostinho (Sobral de Monte Agraço > Carvoeira)
4ª tappa Troféu Joaquim Agostinho (Torres Vedras)
Classifica generale Troféu Joaquim Agostinho
10ª tappa Volta a Portugal (Sintra > Lisbona)

### Altri successi
- 1997 (Maia)

Loulé
Classifica giovani Volta ao Algarve
Classifica a punti Volta ao Algarve
- 1999 (Banesto)

Classifica a punti Volta a Portugal
- 2001 (iBanesto.com)

Cronosquadre Volta a Portugal (Loulé > Tavira)
- 2002 (LA-Pecol)

Classica de Setubal
Classica de Montijo
- 2003 (LA-Pecol)

Classifica a punti Volta a Portugal
- 2004 (LA-Pecol)

Classifica a punti Volta a Portugal
- 2005 (LA Aluminios-Liberty Seguros)

Trofeo RDP Algarve
Troféu Sergio Paulinho
Classifica a punti Volta a Portugal
- 2006 (LA Aluminios-Liberty Seguros)

Classifica a punti Volta a Portugal
- 2007 (Liberty Seguros)

Circuito do Restaurante Alpendre
- 2009 (Palmeiras Resort)

Circuito do Restaurante Alpendre
- 2010 (Palmeiras Resort)

Circuito do Restaurante Alpendre

## Piazzamenti

### Grandi giri
- Giro d'Italia

2000: 89º
- Vuelta a España

1997: ritirato (4ª tappa)

### Competizioni mondiali
- Campionati del mondo

Palermo 1994 - In linea Dilettanti: 15º
Bogotá 1995 - In linea Dilettanti: 13º
- Giochi olimpici

Atlanta 1996 - In linea: 112º
Sydney 2000 - In linea: ritirato